# Берглунд, Фредрик
Ян Фредрик Берглунд (швед. Jan Fredrik Berglund; род. 21 марта 1979, Бурос) — бывший шведский футболист, нападающий известный по выступлениям за клубы «Эльфсборг», «Эсбьерг» и сборную Швеции.

## Клубная карьера
Берглунд начал карьеру в клубе «Эльфсборг». В 1995 году он дебютировал за основной состав в Суперэттан. В своём дебютном сезона игрок помог клубу выйти в элиту. В 1996 году он дебютировал в Алсвенскан лиге. В 2000 году Фредрик забил 18 мячей и стал лучшим бомбардиром чемпионата. В 2001 году он помог команде завоевать Кубок Швеции. Летом того же года Берглунд перешёл в нидерландскую «Роду». В матче против столичного «Аякса» он дебютировал в Эредивизи. 25 сентября в поединке Кубка УЕФА против исландского «Филькира» Фредрик забил свой первый гол за «Роду». В 2003 году Берглунд на правах аренды выступал за родной «Эльфсборг».
В начале 2004 года Берглунд перешёл в датский «Эсбьерг». 14 марта в матче против «Брондбю» он дебютировал в датской Суперлиге. В этом же поединке Фредрик сделал «дубль», забив свои первые голы за «Эсбьерг». В составе клуба Берглунд стал одним из лучших бомбардиров команды и летом 2006 года перешёл в более именитый «Копенгаген». 19 июля в матче против «Хорсенс» он дебютировал за новую команду. 2 августа в отборочном матче Лиги чемпионов против финского МюПа-47 Фредрик забил свой первый гол за «Копенгаген». В 2007 году игрок помог клубу выиграть чемпионат.
Летом 2007 года Берглунд вернулся в родной «Эльфсборг». В том же году клуб подписал Аилтона Алмейду и Фредрик стал игроком ротации, но в последующем выиграл конкуренцию. В 2009 году игрок на правах аренды перешёл в норвежский «Стабек». 19 апреля в матче против «Мольде» он дебютировал в Типпелиге. 16 мая в поединке против «Саннефьорда» Фредрик забил свой первый гол за «Стабек». По окончании аренды Берглунд вернулся в «Эльфсборг», где в 2010 году завершил карьеру.

## Международная карьера
10 февраля 2001 года в товарищеском матче против сборной Таиланда Берглунд дебютировал за сборную Швеции. В этом же поединке Стефан забил свой первый гол за национальную команду.

### Голы за сборную Швеции
| #  | Дата            | Место                                  | Противник | Результат | Счёт | Соревнование      |
| -- | --------------- | -------------------------------------- | --------- | --------- | ---- | ----------------- |
| 1. | 10 февраля 2001 | Национальный стадион, Бангкок, Таиланд | Таиланд   | 1:4       | 1:4  | 2001 King’s Cup   |
| 2. | 17 октября 2004 | Истер Роуд, Эдинбург, Шотландия        | Шотландия | 0:4       | 1:4  | Товарищеский матч |

## Достижения
Клубные
 «Эльфсборг»
- Обладатель Кубка Швеции (1): 2000/01

 «Копенгаген»
- Победитель датской Суперлиги (1): 2006/07

Индивидуальные
- Лучший бомбардир Аллсвенскан лиги (18 мячей) — 2000